# Dominique Barnabé Turgot de Saint Clair
Dominique Barnabé Turgot de Saint Clair, né en  1667 et  mort en 1727, est un évêque de Séez  du XVIIIe siècle. 

## Biographie
Il est fils d'Antoine Turgot, chevalier de Malre, et de Jeanne de Tillet. 
Dominique Barnabé Turgot est nommé agent général du clergé de France en 1708 mais il entre en possession de l'évêché de Séez dès l'année 1710. Confirmé le 10 novembre il est consacré en décembre par Louis-Antoine de Noailles,l'archevêque de Paris. Ses premiers soins sont pour son grand séminaire, dont il confie la direction aux pères de la compagnie de Jésus. Il assiste en 1714 à l'assemblée du clergé, où le livre des Réflexions Morales est condamné. Turgot donne un nouveau propre des saints du diocèse en 1725.
Ses restes se trouvent de nos jours dans le caveau des évêques sous le chœur de la cathédrale de Sées.

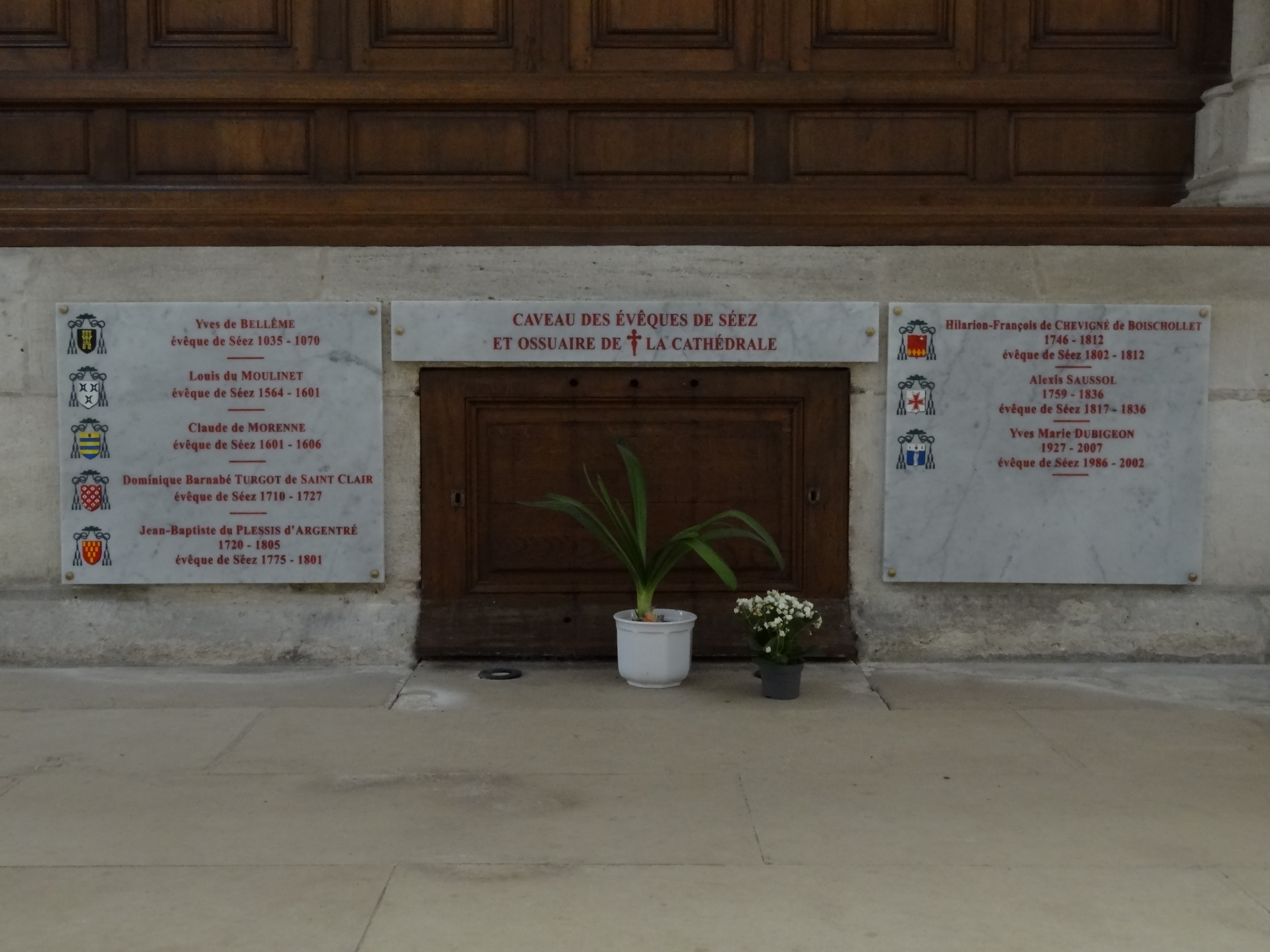
Vue de l'entrée du caveau des évêques de Séez dans la cathédrale Notre-Dame de Sées (Orne).